# 奧托一世 (黑森)
奧托一世（Otto I，1272年—1328年），黑森伯爵，海因里希一世之子，1308年至1328年在位。
1297年，奧托一世與拉文斯貝格的阿德海德(Adelheid von Ravensberg)結婚，有四個兒子:海因里希二世、奧托、路德維希、赫爾曼。